# Die Legenden von Andor – Chada & Thorn
Die Legenden von Andor – Chada & Thorn ist ein Spiel von Gerhard Hecht für zwei Personen, das in der Andor-Welt von Michael Menzel angesiedelt ist, der das Spiel auch illustriert hat. Das Spiel ist ohne das Brettspiel spielbar.

## Inhalt
- 60 Spielkarten:
  - 3 Heldenkarten Chada
  - 3 Heldenkarten Thorn
  - 6 Fluchkarten
  - 29 Nebelkarten
  - 4 Freundeskarten
  - 12 Ausrüstungskarten
  - 3 Sonderkarten: Leam, der Schiffbrüchige; Drukil, der Hautwandler; Callem, der Abtrünnige
- 36 Abenteuerkarten
  - 6 Karten „Die Stachelklippen“:
    - 2 Karten Einführung und neue Symbole
    - 1 Karte Start-Etappe
    - 2 Karten Zwischen-Etappe
    - 1 Karte Ziel-Etappe

  - 10 Karten „Die Sturmweiden“:
    - 2 Karten Einführung und neue Symbole
    - 1 Karte Start-Etappe
    - 6 Karten Zwischen-Etappe
    - 1 Karte Ziel-Etappe

  - 10 Karten „Der Stumme Wald“:
    - 2 Karten Einführung und neue Symbole
    - 1 Karte Start-Etappe
    - 6 Karten Zwischen-Etappe
    - 1 Karte Ziel-Etappe

  - 10 Karten „Die Mauerberge“:
    - 2 Karten Einführung und neue Symbole
    - 1 Karte Start-Etappe
    - 6 Karten Zwischen-Etappe
    - 1 Karte Ziel-Etappe
- Stanztafel mit folgenden Stanzteilen:
  - 4 Spielfiguren: Chada, Thorn und Fluch sowie Stinner, der Seekrieger (für Solo-Abenteuer)
  - 3 Lagerfeuerplättchen
  - 20 Willenspunkteplättchen
- 3 Kunststoffhalter für die Spielfiguren
- Spielanleitung mit Losspiel-Abenteuer, 12 Seiten

## Beschreibung
Wie beim Brettspiel Die Legenden von Andor spielen die Spieler gemeinsam gegen das Spiel. Sie schlüpfen dazu in die Rollen von Chada und Thorn, die sich auf dem Rückweg nach Andor befinden, das in ihrer Abwesenheit angegriffen wurde. Ihr Schiff ist aber in einem Sturm an Klippen einer unbekannten Insel gekentert. Aufgabe der Spieler ist es, Chada und Thorn von den Stachelklippen über die Sturmweiden durch den Stummen Wald und über die Mauerberge zu führen, damit sie von den Silberzwergen ein Schiff für die Heimreise bekommen. Dabei werden sie von einem Fluch verfolgt, stoßen auf Feinde und Freunde. Sie gewinnen gegen das Spiel, wenn sie beide ihre Zielfelder erreichen, und können dann das nächste Abenteuer angehen. Verloren haben die Spieler, wenn einer der Helden vom Fluch eingeholt oder überholt wird, es einem Helden nicht gelingt, sein Zielfeld innerhalb von vier Runden zu erreichen, nachdem der andere Held sein Zielfeld erreicht hat, der Stapel mit den Nebelkarten aufgebraucht ist oder ein Held nicht in der Lage ist, eine Aktion auszuführen.

## Bonusmaterial
- Solovariante „Stinner, der Seekrieger“[1]
- Minierweiterung „Narkonna, der vergessene Hafen“[2]
- Bonusabenteuer „Die Treibholzbucht“[3]
- Blankoabenteuer „Die Westklippen“[4]
- Blankoabenteuer „Die Feuermoore“[5]

## Fanabenteuer
Darüber hinaus sind sieben Fanabenteuer in der Taverne von Andor erschienen; fünf davon basieren auf den Blankoabenteuern.